# 總務大臣
總務大臣（日语：／ Sōmu Daijin */?）為主管日本總務省的國務大臣，一般簡稱「總務相」。

## 概要
總務大臣為日本總務省之主任大臣。是主掌行政制度、地方自治制度、情報通訊行政的國務大臣。具體範圍包含行政制度的管理營運、地方自治與民主政治的確立、地域社會的形成、國家與地方公共團體等的連絡協調、情報通訊、無線電波運用、郵政的維持発展、公害紛爭的解決、礦業、採石業、礫石採取業與其他公益之間的協調、消防等。
另外，總務大臣有權對行政機構的員額和運作，以及業務的實施狀況進行調查並提出建議。總務大臣對於這些行政評估和監督，可進行書面調查和現場調查，受調查的行政機關不得拒絕。根據國家行政組織法，總務省排在各省首位。總務大臣在閣僚名簿未設置副總理時排在內閣總理大臣之後，依照建制順為國務大臣之首。
大臣辦公室懸掛初代內務卿大久保利通揮毫的「為政清明」書畫。

## 沿革

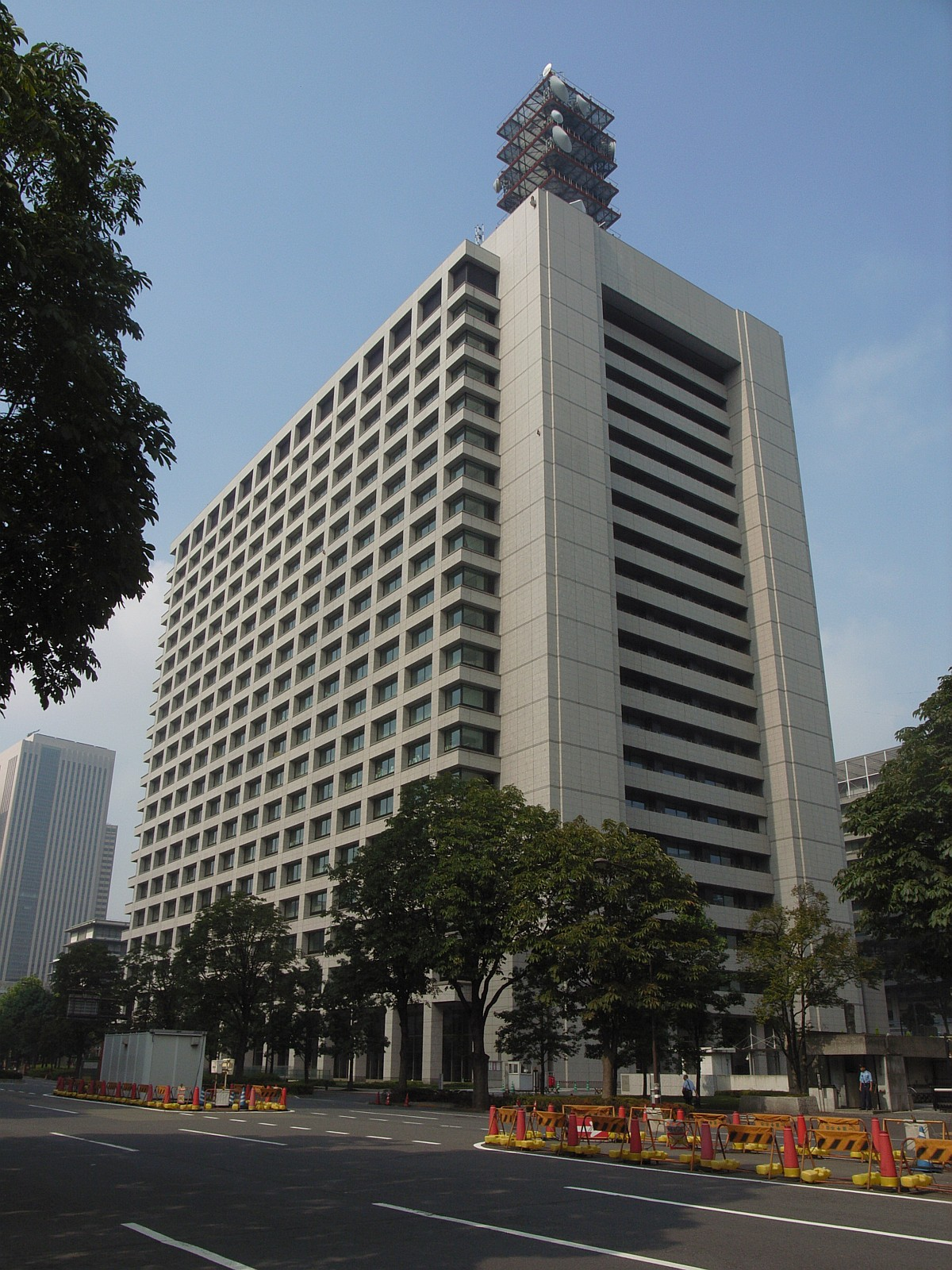
總務省所在的中央合同廳舍第二號館

中央省廳再編，2001年1月6日成立總務省。自治省所管之地方自治制度相關業務、總務廳所管之行政制度相關業務、郵政省所管之情報通訊行政相關業務集中於總務省。同時廢除自治大臣、總務廳長官、郵政大臣，新設總務大臣。同日，第2次森改造內閣（中央省廳再編後）成立，前自治官僚參議院議員片山虎之助出任首位總務大臣。

## 名稱
「總務省」之名稱是小淵第1次改造內閣的中央省廳等改革推進本部研擬新省名時，由時任內閣總理大臣小淵惠三命名。英文職稱為(内務、通訊)。相較於法務大臣與財務大臣等的「 ○○」，總務大臣與外務大臣使用「 ○○」。

## 歷代大臣
| 總務大臣 | 總務大臣                    | 總務大臣       | 總務大臣                | 總務大臣                           | 總務大臣                    | 總務大臣       | 總務大臣   | 總務大臣 |
| 代       | 姓名                        | 姓名           | 內閣                    | 內閣                               | 就任日                      | 離任日         | 黨派       | 備考     |
| -------- | --------------------------- | -------------- | ----------------------- | ---------------------------------- | --------------------------- | -------------- | ---------- | -------- |
| 1        |                             | 片山虎之助     | 第二次森內閣            | 第二次森內閣 (改造 中央省廳再編後) | 2001年1月6日                | 2001年4月26日  | 自由民主黨 |          |
| 2        | 第一次小泉內閣              | 第一次小泉內閣 | 2001年4月26日           | 2003年9月22日                      | 再任                        |                | 自由民主黨 |          |
| 2        |                             | 片山虎之助     | 2001年4月26日           | 2003年9月22日                      | 第一次小泉內閣 (第一次改造) | 留任           | 自由民主黨 |          |
| 3        |                             | 麻生太郎       |                         | 第一次小泉內閣 (第二次改造)        | 2003年9月22日               | 2003年11月19日 | 自由民主黨 |          |
| 4        | 第二次小泉內閣              | 第二次小泉內閣 | 2003年11月19日          | 2005年9月21日                      | 再任                        |                | 自由民主黨 |          |
| 4        |                             | 麻生太郎       | 2003年11月19日          | 2005年9月21日                      | 第二次小泉內閣 (改造)       | 留任           | 自由民主黨 |          |
| 5        | 第三次小泉內閣              | 第三次小泉內閣 | 2005年9月21日           | 2005年10月31日                     | 再任                        |                | 自由民主黨 |          |
| 6        |                             | 竹中平藏       |                         | 第三次小泉內閣 (改造)              | 2005年10月31日              | 2006年9月26日  | 自由民主黨 |          |
| 7        |                             | 菅义伟         | 第一次安倍內閣          | 第一次安倍內閣                     | 2006年9月26日               | 2007年8月27日  | 自由民主黨 |          |
| 8        |                             | 增田宽也       |                         | 第一次安倍內閣 (改造)              | 2007年8月27日               | 2007年9月26日  | 民間       |          |
| 9        | 福田康夫內閣                | 福田康夫內閣   | 2007年9月26日           | 2008年9月24日                      | 民間                        | 再任           |            |          |
| 9        |                             | 增田宽也       | 2007年9月26日           | 2008年9月24日                      | 福田康夫內閣 (改造)         | 民間           | 留任       |          |
| 10       |                             | 鸠山邦夫       | 麻生內閣                | 麻生內閣                           | 2008年9月24日               | 2009年6月12日  | 自由民主黨 |          |
| 11       |                             | 佐藤勉         | 麻生內閣                | 麻生內閣                           | 2009年6月12日               | 2009年9月16日  | 自由民主黨 |          |
| 12       |                             | 原口一博       | 鳩山由紀夫內閣          | 鳩山由紀夫內閣                     | 2009年9月16日               | 2010年6月8日   | 民主黨     |          |
| 13       | 菅直人內閣                  | 菅直人內閣     | 2010年6月8日            | 2010年9月17日                      | 再任                        |                | 民主黨     |          |
| 14       |                             | 片山善博       |                         | 菅直人內閣 (第一次改造)            | 2010年9月17日               | 2011年9月2日   | 民間       |          |
| 14       |                             | 片山善博       | 菅直人內閣 (第二次改造) | 民間                               | 2010年9月17日               | 2011年9月2日   | 留任       |          |
| 15       |                             | 川端達夫       | 野田內阁                | 野田內阁                           | 2011年9月2日                | 2012年10月1日  | 民主黨     |          |
| 15       |                             | 川端達夫       | 野田內閣 (第一次改造)   | 留任                               | 2011年9月2日                | 2012年10月1日  | 民主黨     |          |
| 15       |                             | 川端達夫       | 野田內閣 (第二次改造)   | 留任                               | 2011年9月2日                | 2012年10月1日  | 民主黨     |          |
| 16       |                             | 樽床伸二       |                         | 野田內閣 (第三次改造)              | 2012年10月1日               | 2012年12月26日 | 民主黨     |          |
| 17       |                             | 新藤義孝       | 第二次安倍內閣          | 第二次安倍內閣                     | 2012年12月26日              | 2014年9月3日   | 自由民主黨 |          |
| 18       |                             | 高市早苗       | 第二次安倍內閣 (改造)   | 第二次安倍內閣 (改造)              | 2014年9月3日                | 2014年12月24日 | 自由民主黨 |          |
| 19       | 第三次安倍內閣              | 第三次安倍內閣 | 2014年12月24日          | 2017年8月3日                       | 再任                        |                | 自由民主黨 |          |
| 19       |                             | 高市早苗       | 2014年12月24日          | 2017年8月3日                       | 第三次安倍內閣 (第一次改造) | 留任           | 自由民主黨 |          |
| 19       | 第三次安倍內閣 (第二次改造) | 高市早苗       | 2014年12月24日          | 2017年8月3日                       |                             | 留任           | 自由民主黨 |          |
| 20       |                             | 野田聖子       |                         | 第三次安倍內閣 (第三次改造)        | 2017年8月3日                | 2017年11月1日  | 自由民主黨 |          |
| 21       | 第四次安倍內閣              | 第四次安倍內閣 | 2017年11月1日           | 2018年10月2日                      | 再任                        |                | 自由民主黨 |          |
| 22       |                             | 石田真敏       |                         | 第四次安倍內閣 (第一次改造)        | 2018年10月2日               | 2019年9月11日  | 自由民主黨 |          |
| 23       |                             | 高市早苗       |                         | 第四次安倍內閣 (第二次改造)        | 2019年9月11日               | 2020年9月16日  | 自由民主黨 | 再任     |
| 24       |                             | 武田良太       | 菅义伟内阁              | 菅义伟内阁                         | 2020年9月16日               | 2021年10月4日  | 自由民主黨 |          |
| 25       |                             | 金子恭之       | 第一次岸田內閣          | 第一次岸田內閣                     | 2021年10月4日               | 2021年11月10日 | 自由民主黨 |          |
| 26       | 第二次岸田内閣              | 第二次岸田内閣 | 2021年11月10日          | 2022年8月10日                      | 再任                        |                | 自由民主黨 |          |
| 27       |                             | 寺田稔         | 第二次岸田改組內閣      | 第二次岸田改組內閣                 | 2022年8月10日               | 2022年11月20日 | 自由民主黨 |          |
| 28       |                             | 松本剛明       | 第二次岸田改組內閣      | 第二次岸田改組內閣                 | 2022年11月21日              | 2024年10月1日  | 自由民主黨 |          |
| 29       |                             | 村上誠一郎     | 第一次石破内閣          | 第一次石破内閣                     | 2024年10月1日               | 2024年11月11日 | 自由民主黨 |          |
| 30       | 第二次石破内閣              | 第二次石破内閣 | 2024年11月11日          | 現任                               |                             |                | 自由民主黨 |          |

## 外部連結
- 總務省｜大臣、副大臣、政務官 （页面存档备份，存于）